# Alfonso Quiñónez
Alfonso Inocencio Quiñónez Bonito (... – Guayaquil, 23 maggio 1992) è stato un cestista ecuadoriano.

## Carriera
Con l'Ecuador ha disputato i Campionati del mondo del 1950, segnando 8 punti in 5 partite.